# Notoreas isoleuca
Notoreas isoleuca är en fjärilsart som beskrevs av Hudson 1898. Notoreas isoleuca ingår i släktet Notoreas och familjen mätare. Inga underarter finns listade i Catalogue of Life.